# Dułowskaja
Dułowskaja (ros. Дуловская) – stacja kolejowa w pobliżu miejscowości Bachariewo, w rejonie ostrowskim, w obwodzie pskowskim, w Rosji. Położona jest na linii dawnej Kolei Warszawsko-Petersburskiej.